# ۱۰ شهریور
۱۰ شهریور صد و شصت و پنجمین روز سال در گاه‌شماری خورشیدی است. به پایان سال ۲۰۰ روز (۲۰۱ روز در سال کبیسه) باقی‌است.

## رویدادها
- ۱۳۴۱ ـ زمین‌لرزه در بوئین‌زهرا
- ۱۳۴۷ - زمین‌لرزه ۱۳۴۷ فردوس
- ۱۳۵۸ - تخریب خانه باب پس از انقلاب ۱۳۵۷ ایران
- ۱۳۶۲ ـ تصویب قانون عملیات بانکی بدون ربا در ایران[۱]
- ۱۳۸۵ - حادثه ۱۰ شهریور ۱۳۸۵ توپولف تو-۱۵۴
- ۱۳۸۷ - حادثه ۱۰ شهریور ۱۳۸۷ بل ۲۰۶ آموزشی هوانیروز ارتش جمهوری اسلامی ایران
- ۱۳۸۸ - حادثه ۱۰ شهریور ۱۳۸۸ فروند هواگرد آموزشی
- ۱۳۹۳ - آغاز جام حذفی فوتبال ایران ۹۴–۱۳۹۳
- ۱۳۹۶ - واژگونی اتوبوس حامل دختران دانش‌آموز

## زادروزها
- ۱۳۰۵ - منصوره حسینی، نقاش، پیکرساز، و نقاد هنری
- ۱۳۱۲ - چنگیز شهوق، نقاش و مجسمه‌ساز
- ۱۳۲۳- فرهنگ هلاکوئی ، جامعه‌شناس، اقتصاددان، مشاور، روان‌شناس، نویسنده و روان‌درمانگر ایرانی ـ آمریکایی
- ۱۳۲۳ - سید احمد علم‌الهدی، امام جمعه مشهد، نماینده ولی فقیه در خراسان رضوی و عضو مجلس خبرگان رهبری از استان خراسان رضوی
- ۱۳۳۰ - مرتضی برجسته، خواننده و آهنگساز
- ۱۳۳۳ - محسن رضایی، فرمانده سپاه پاسداران انقلاب اسلامی ایران
- ۱۳۳۶ - محمدعلی جعفری، فرمانده سپاه پاسداران انقلاب اسلامی ایران
- ۱۳۳۶ - تقی آزاد ارمکی، جامعه‌شناس ایرانی و استاد دانشکده علوم اجتماعی دانشگاه تهران
- ۱۳۳۸ - حسن فتحی، کارگردان و فیلم‌نامه‌نویس
- ۱۳۴۱ - حسن اسدی، بازیگر
- ۱۳۴۷ - عباس پالیزدار، عضو هیئتِ تحقیق و تفحص مجلس هفتم از قوهٔ قضائیه، سخنگو و دبیر هیئت امنای خانه صنعت‌کاران ایران بود
- ۱۳۵۳ - امیر جعفری، بازیگر
- ۱۳۵۴ - دامون خانجان‌زاده، طراح گرافیک
- ۱۳۵۶ - علیرضا برازنده، فیلمبردار

## درگذشتگان
- ۱۰۰۰ - شیخ بهایی، دانشمند
- ۱۳۶۷ - حسن سجادی‌نژاد، از پیشگامان حرفه‌ای و دانشگاهی حسابداری در ایران بود
- ۱۳۹۲ - اصغر افضلی، دوبلور و مدیر دوبلاژ ایرانی
- ۱۳۹۳ - سید صابر جباری، فقیه و عالم شیعه
- ۱۴۰۰ - جاسم سلطانی، بازیکن تیم ملی فوتسال ایران
- ۱۴۰۲ - کاوه گوهرین، نویسنده، شاعر و پژوهشگر

## مناسبت‌ها
- روز بانکداری اسلامی در ایران[۱]
- روز پدافند هوایی ارتش در ایران

### مناسبت‌های نجومی
- اوج سالانه بارش شهابی آلفا ارابه‌رانی